# Zimtbürzeltrogon
Der Zimtbürzeltrogon (Harpactes orrhophaeus), Syn. Pyrotrogon orrhophaeus, ist eine Vogelart aus der Familie der Trogone (Trogonidae).
Der Vogel kommt in Borneo, Thailand, Sumatra und auf der Malaiischen Halbinsel vor.
Die Art wurde zusammen mit dem Rotbürzeltrogon (Harpactes duvaucelii) mitunter in eine separate Gattung Duvaucelius gestellt.
Mitunter wird der Artzusatz fehlerhaft „orrophaeus“ geschrieben.
Der Lebensraum umfasst Tiefland und Hügel bis 180 m Höhe in Gebüsch und Wäldern in Malaysia und Thailand, in Borneo baumbestandene Berghänge von 1000 bis 1400 m.
Der Artzusatz kommt von altgriechisch ὄρρος órrhos, deutsch ‚Bürzel, Steiß‘ und altgriechisch φαιός phaiós, deutsch ‚dunkel, grau‘.

## Merkmale
Die Art ist 25 cm groß und wiegt zwischen 45 und 61 g.
Das Männchen ist schwarz an Kopf bis Nacken, Kinn bis Kehle und Hals. Der Überaugenstreif vor dem Auge bis zur Schnabelbasis reichend und der schmale Augenring sind blau, die Oberseite bis zum Schwanz ist blass braun. Schulter, Mantel und Rücken sind zimtfarben bis goldgelb je nach Lichteinfall. Die Flügeldecken sind anthrazitfarben und tragen sehr dünne horizontale weiße Streifen, auch die Flugfedern haben weiße Ränder. Die mittleren Steuerfedern sind gleichfalls zimtfarben und haben eine schwarze Terminalbinde. Die Brust ist scharlachrot, die übrige Unterseite blasser rosarot, die Schwanzunterseite weiß mit schwarzer Begrenzung, die beiden äußersten Steuerfedern sind schwarz.
Beim Weibchen ist der Kopf dunkelbraun mit kastanienbraunem Zügel und Überaugenstreif, der blaue Augenring ist schmaler. Stirn, Wangen und Kehle sind rostbraun, Scheitel und Nacken sind dunkel graubraun. Die dunkelbraunen Flügeldecken sind deutlich gröber gestreift. Brust und Bauch sind gelbbraun in etwas mehr Gelb übergehend. Bürzel und Unterseite sind rostbraun bis gelblichbraun. Die Iris ist dunkelbraun, der Schnabel kobaltblau, die Beine sind blaugrau.
Jungvögel sind eher weibchenfarben, hellbraun auf dem Mantel, gelbbraun an Brust und Bauch.
Die Art unterscheidet sich vom äußerst ähnlichem Rotbürzeltrogon (Harpactes duvaucelii) durch die Größe, den etwas größeren Schnabel, etwas breiterem, aber kürzerem Überaugenstreif, die Streifen auf den Flügeldecken stehen etwas weiter auseinander, weiter durch die mehr rosafarbene Unterseite und das Fehlen von Rot am Bürzel.

## Geografische Variation
Es werden folgende Unterarten anerkannt:
- H. o. orrhophaeus (Cabanis & Heine, 1863) , Nominatform – Thailand, Malaiische Halbinsel und Sumatra
- H. o. vidua Ogilvie-Grant[9] – Tiefland im Norden Borneos, kaum von der Nominatform zu unterscheiden, Männchen mit Bänderung der Spiegel weniger dicht, Brust gelbbrauner, Weibchen oben dunkler mit mehr kastanienbrauner Färbung an Gesicht und Kehle, Bänderung der Spiegel kräftiger

## Stimme
Der Gesang wird als Folge von 3 bis 4 abfallenden, mehrfach wiederholten „ta-y-aup-ta-y-aup“ Lauten, der Alarmruf wird als scharfes plötzliches „purrr“ beschrieben.

## Lebensweise
Der Vogel ist ein Standvogel. Die Nahrung besteht hauptsächlich aus Insekten wie Gespenstschrecken, Zikaden und Wandelnde Blätter, die geräuschlos in relativ dichtem Unterholz, in 2–3 m Höhe gejagt werden, auch zusammen mit einer Gemischten Jagdgemeinschaft.
Die Brutzeit liegt zwischen März und April und im Juni auf der Malaiischen Halbinsel und im März auf Borneo. Das Nest wird in einer Höhle in einem verfallenden Baumstumpf in 1 bis 3 m Höhe angelegt. Das Gelege besteht aus 2 Eiern, die von beiden Elternvögeln bebrütet werden.

## Gefährdungssituation
Der Bestand gilt jetzt als gefährdet (Vulnerable) aufgrund Habitatverlustes und des begrenzten Verbreitungsgebietes, im Jahr 2016 wurde die Art noch als potentiell gefährdet (Near Threatened) angesehen.